# Ursulinenkloster Kuttenberg

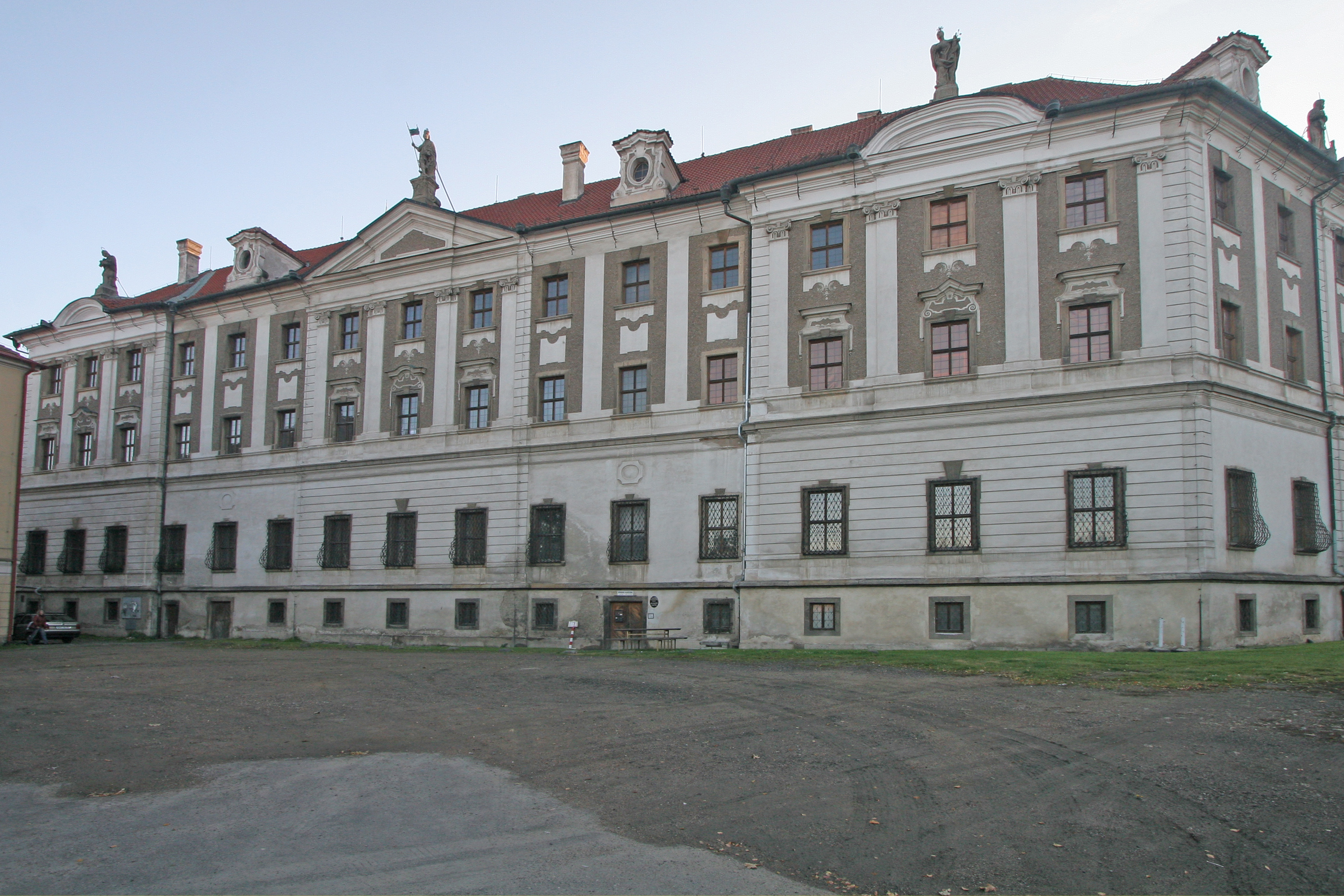
Ursulinenkloster Kuttenberg

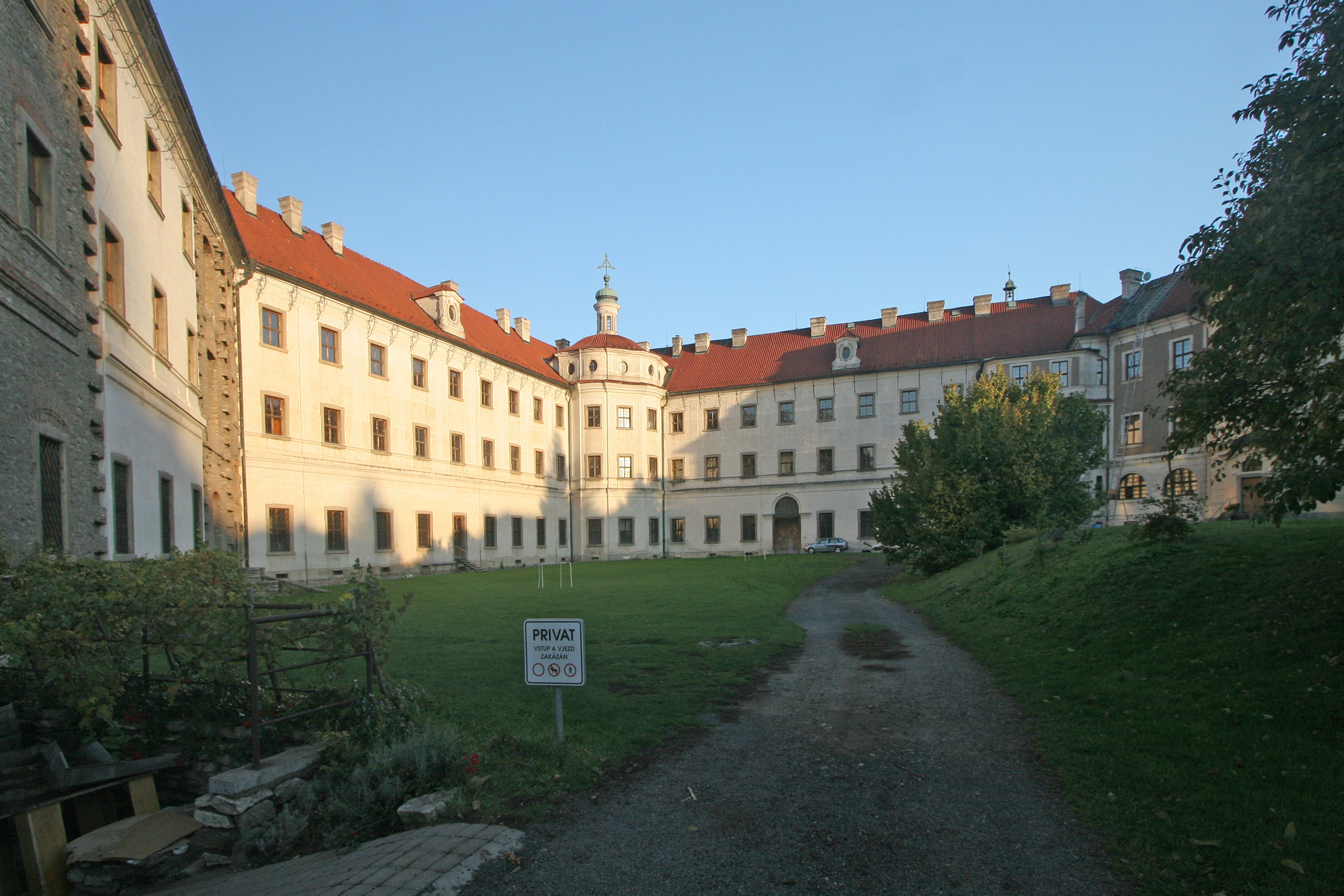
Hofansicht mit Anschlussspuren des Kirchenflügels

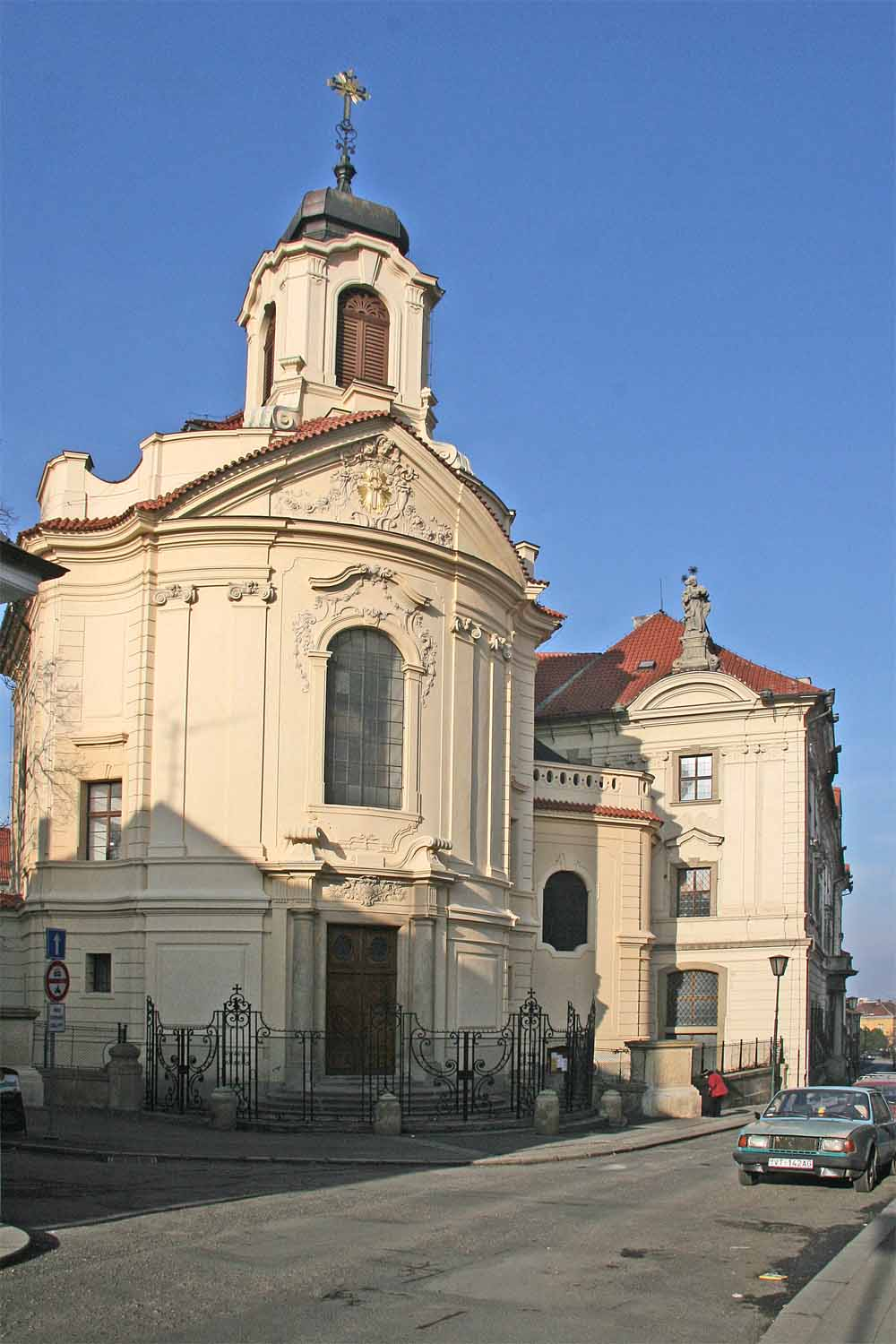
Kirchenfassade

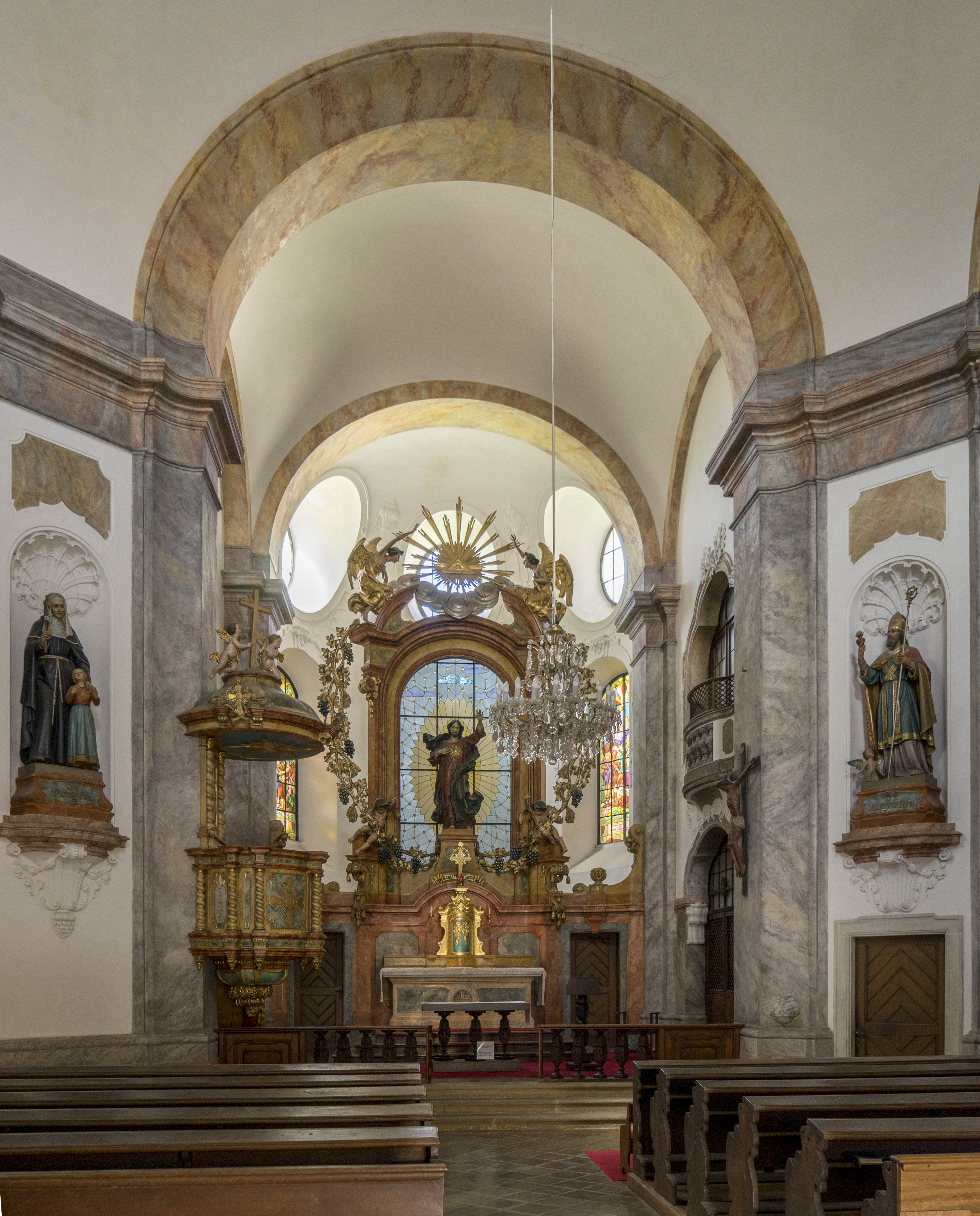
Kirchenraum

Das Ursulinenkloster Kuttenberg (tschechisch Klášter řádu svaté Voršily) ist ein ehemaliges Kloster des Ursulinenordens in Kutná Hora (deutsch Kuttenberg) in Tschechien. Von der ursprünglich geplanten Anlage wurde nur die Hälfte des Konventtrakts ohne die Klosterkirche errichtet, die erst um 1900 hinzukam.

## Geschichte
Die Gründung des Kuttenberger Ursulinenklosters am 24. Mai 1712 geht auf die Schwestern Eleonora und Maxmiliane von Trauttmannsdorff-Weinsberg zurück, die in den Jahren 1708–1709 im Prager Kloster der Ursulinen, einer der Mädchenerziehung gewidmeten Ordensgemeinschaft, gelebt hatten. Nach Entwurf von Kilian Ignaz Dientzenhofer wurden in den Jahren 1735–1743 drei Flügel des Konventsgebäudes erbaut, das 1742 nach der Schlacht bei Chotusitz als preußisches Lazarett benutzt wurde. Der weitere Ausbau des Klosters unterblieb, und erst 1898–1901 wurde der von Dientzenhofer geplante Kirchenbau durch Friedrich Ohmann, Professor an der Kunstgewerbeschule in Prag und nachfolgend Architekt der Neuen Hofburg in Wien, in vereinfachter Form ausgeführt. Das nach dem Februarumsturz 1949 aufgelöste Kloster wurde nach der Samtenen Revolution 1993 dem Ursulinenorden zurückgegeben, der es seither als kirchliches Gymnasium betreibt.

## Architektur
Die von Dientzenhofer in zwei aufeinanderfolgenden Planungen projektierte Klosteranlage sah eine im Wesentlichen quadratische, rückseitig abgeschrägte Grundform vor, deren Diagonale die Klosterkirche bilden sollte. Die ausgeführten Teile der Klostertrakte sind in einfachen Formen gehalten, nur der Mittelrisalit wird jeweils durch Pilaster und Dreiecksgiebel betont. Hofseitig ist der Ecke als ovaler Baukörper ein Stiegenhaus mit offener Spindel eingefügt. Die unverputzt gebliebenen Bereiche der Hoffassade zeigen die Anschlussstellen des geplanten Kirchenflügels. Die Statuenaufsätze der Fassade und das Wappen der Familie Trauttmansdorff über dem Haupteingang schuf der Kuttenberger Bildhauer Jan Brázda.
Dientzenhofers Erstentwurf für die Kuttenberger Klosterkirche sah einen kuppelbekrönten kreuzförmigen Zentralbau ähnlich wie zuvor bei der Maria-Magdalenen-Kirche in Karlsbad vor. Der Alternativentwurf hingegen wurde als Longitudinalbau mit zwei elliptischen Gewölbejochen und einem Querhaus entworfen, das die Oratorien der Nonnen aufnehmen sollte. In beiden Fällen erzeugt die von einem Turmpaar bekrönte geschwungene Fassade in der Ausklinkung der Gebäudeecke eine städtebaulich wirksame Vorplatzsituation.
Der von Friedrich Ohmann ausgeführte neubarocke Kirchenbau ging vom Erstentwurf Dientzenhofers aus, den er aus Kostengründen vereinfachte. Die gleichfalls konvex vorschwingende Fassade wird anstelle der zwei Fassadentürme von einem Giebeldachreiter bekrönt, die im Entwurf Dientzenhofers vorgesehenen Säulenvorlagen wurden zu einfachen Pilastern verflacht. Das Kircheninnere ist durch marmorierte Wandvorlagen strukturiert. Der mit seinem Rahmen das Achsfenster umschließende Aufbau des Hochaltars zeigt in theatralischer Weise eine Christusstatue.